# Walter Haut

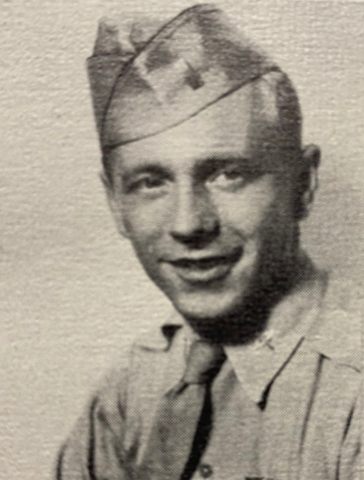
Ảnh chụp Haut vào năm 1947

Trung úy Walter Haut (ngày 3 tháng 6 năm 1922 – ngày 15 tháng 12 năm 2005) là sĩ quan không quân kiêm phát ngôn viên (PIO) tại Liên đoàn Máy bay Ném bom số 509 đóng quân ở Roswell, New Mexico vào năm 1947. Sáng sớm ngày 8 tháng 7 năm 1947, chỉ huy căn cứ nơi đây là Đại tá William Blanchard đã ra lệnh cho ông phải soạn thảo bản thông cáo báo chí cho công chúng biết rằng phía Không quân Lục quân Hoa Kỳ đã thu hồi một chiếc "đĩa bay" bị rơi từ một trang trại gần đó. Thông cáo báo chí này đã thu hút được sự chú ý rộng rãi của giới truyền thông quốc gia và thậm chí cả quốc tế. Không quân vội rút lại lời tuyên bố sau cùng ngày, thay vào đó cho biết họ vừa thu hồi một khinh khí cầu thời tiết bị rơi gần đấy. Haut còn nhận được vài lời chỉ trích và chế giễu trên báo chí quốc gia vì đã phát thông cáo báo chí về đĩa bay. Chuỗi sự kiện cuối cùng đã tạo ra cái gọi là biến cố Roswell nổi tiếng trong lịch sử nghiên cứu UFO của nước Mỹ.

## Tiểu sử
Walter Haut chào đời tại Chicago, Illinois vào ngày 3 tháng 6 năm 1922. Thế chiến thứ hai bùng nổ, ông nhập ngũ làm lính ném bom thực hiện 35 phi vụ oanh tạc trên lãnh thổ Đế quốc Nhật Bản. Suốt trong Chiến dịch Crossroads, vụ thử nghiệm bom A tại đảo san hô Bikini vào mùa hè năm 1946, ông nhận lệnh thả các gói thiết bị để ghi lại dữ liệu từ các vụ nổ bom dùng trong nghiên cứu khoa học quân sự. Năm 1947, Haut vào làm phát ngôn viên của Liên đoàn Máy bay Ném bom Nguyên tử số 509 tại sân bay quân đội Roswell ở New Mexico và kết bạn với viên chỉ huy căn cứ này là Đại tá William H. Blanchard. Năm 1991, Haut hợp tác cùng Max Littell và Glenn Dennis lập nên Trung tâm Nghiên cứu và Bảo tàng UFO Quốc tế rồi để ông lên làm chủ tịch tổ chức này cho đến năm 1996. Haut qua đời vào ngày 15 tháng 12 năm 2005, hưởng thọ 83 tuổi.
Về sau, trong cuộc phỏng vấn được ghi âm từ năm 2000 với Wendy Connors và Dennis Balthauser, Haut tuyên bố đã tận mắt chứng kiến chiếc phi thuyền của người ngoài hành tinh và một thi thể kỳ lạ được giấu kín trong nhà chứa máy bay tại căn cứ không quân Roswell, cùng với cuộc họp của nhóm sĩ quan cấp cao thảo luận về việc che đậy vụ việc trước sức ép dư luận trong nước. Haut cũng tiết lộ rằng tại cuộc họp có sự hiện diện của Chuẩn tướng Roger M. Ramey, Tư lệnh Không quân Quân đoàn số 8 ở Fort Worth, Texas. Ramey sau này thanh minh với cánh nhà báo rằng vật thể lạ này thực tế chỉ là một khinh khí cầu thời tiết bị nhìn nhầm sau khi Haut phát thông cáo báo chí về chiếc "đĩa bay" được quân đội thu hồi.
Tháng 12 năm 2002, Haut cũng đã ký một bản tuyên thệ niêm phong trình bày chi tiết hơn về tàu vũ trụ, các mảnh vỡ từ con tàu, thi thể người ngoài hành tinh bị đem ra mổ xẻ và vụ che đậy của chính phủ lẫn quân đội ở Roswell. Cả cuộc phỏng vấn và bản tuyên thệ đều không được công bố cho đến khi ông qua đời vào năm 2005. Toàn văn của bản tuyên thệ được xuất bản lần đầu tiên vào tháng 6 năm 2007 trong cuốn sách nhan đề Witness to Roswell: Unmasking the 60 Year Cover-Up (tạm dịch: Nhân chứng Roswell: Vén màn vụ che đậy suốt 60 năm). Theo các tác giả này, Haut đã thề với người bạn thân là Đại tá Blanchard sẽ không tiết lộ những sự kiện mà mình đã chứng kiến trong đời và do vậy nói với các nhà nghiên cứu rằng ông không thể nhớ rõ chi tiết vụ việc hoặc chỉ chuẩn bị và tiết lộ thông tin mà mình nhận được vào lúc đó rồi phủ nhận bất cứ điều gì khác liên quan đến sự kiện Roswell.